# Menhir de la Pointe du Chevet

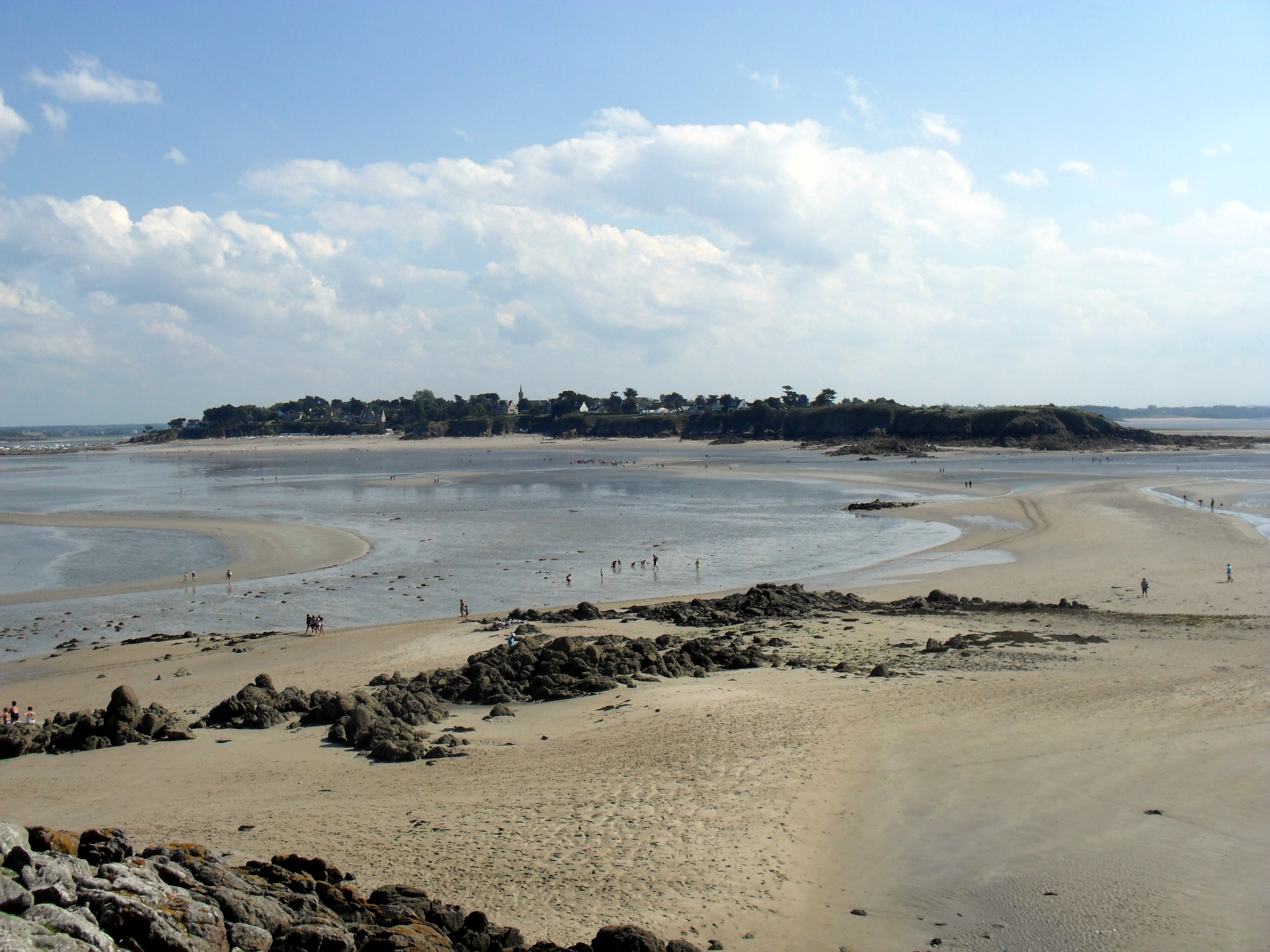
Blick auf den Archipel des Ébihens

Der Menhir de la Pointe du Chevet (auch Chef de l’Île oder Menhir Duédal genannt) liegt am Strand der Pointe du Chevet, nördlich von Saint-Jacut-de-la-Mer bei Dinard im Département Côtes-d’Armor in der Bretagne in Frankreich.
Der neolithische Menhir wurde Anfang 2001 von Michel Duédal entdeckt. Es wurde noch nicht untersucht. Er trägt auch den Namen seines Entdeckers, eines lokalen Archäologen.
Der liegende Menhir aus Granit in Form eines Obelisken ist etwa 5,2 m lang und hat auf seiner Oberfläche Schälchen. Durch den Anstieg des Meeresspiegels wurde er unterspült und ist umgefallen.
Auf dem vorgelagerten Archipel des Ébihens, der zur Gemeinde gehört, standen die beiden ausgegangenen Deux Menhirs. Sie gehören ebenso wie ein Galeriegrab im Ort zum „Inventaire des Mégalithes détruits en Cotes D’Armor“.